# Christoph Samuel Rückert
Christoph Samuel Rückert (ur. 1732, zm. 1771) – burmistrz Raciborza w latach 1769–1771.
Christoph Samuel Rückert urodził się w 1732 r. W 1769 r. został burmistrzem Raciborza zastępując na tym stanowisku swojego poprzednika Johanna Sternemanna. Sprawował ten urząd jedynie przez dwa lata, bowiem w 1771 r. zmarł w wieku 39 lat.